# Urán-hexafluorid
Az urán-hexafluorid (UF6) az urán és fluor egyik vegyülete. Nagyon erősen mérgező és maró anyag. 50-60 °C körül olvad és szublimál. Urán-235 dúsítására használják. A dúsított uránt tartalmazó vegyületet UO2-dá alakítják, majd pasztillázzák.
Az alumínium felületén védő fluoridréteg alakul ki, így alumíniumtartályban tartható, akárcsak rokon vegyülete, az urán-tetrafluorid (UF4).